# 2. HNL 2009/10
Die 2. HNL 2009/10 war die 19. Spielzeit der zweiten kroatischen Fußballliga. Die Saison begann am 22. August 2009 und endete am 29. Mai 2010.

## Modus
Die Liga wurde für diese Saison auf 14 Vereine reduziert. Diese traten an 26 Spieltagen jeweils zweimal gegeneinander an.

## Vereine
| Verein                  | Stadt        | Stadion                    | Kapazität |
| ----------------------- | ------------ | -------------------------- | --------- |
| NK Hrvatski dragovoljac | Zagreb       | Stadion NŠC Stjepan Spajić | 5.000     |
| NK Lučko Zagreb         | Zagreb       | Stadion Lučko              | 1.500     |
| NK Rudeš                | Zagreb       | ŠC Rudeš                   | 2.500     |
| RNK Split               | Split        | Stadion Rujevica           | 5.700     |
| NK Solin                | Solin        | Pokraj Jadra               | 4.000     |
| NK Segesta Sisak        | Sisak        | Gradski Stadion            | 8.000     |
| NK Junak Sinj           | Sinj         | Gradski Stadion            | 3.096     |
| HNK Suhopolje           | Suhopolje    | Stadion Park               | 8.000     |
| NK Imotski              | Imotski      | Stadion Gospin dolac       | 4.000     |
| NK Pomorac Kostrena     | Kostrena     | Žuknica                    | 3.000     |
| NK Vinogradar           | Jastrebarsko | Mladina                    | 2.000     |
| NK Vukovar ’91          | Vukovar      | Gradski Stadion            | 8.000     |
| HNŠK Moslavina Kutina   | Kutina       | Gradski Stadion            | 8.000     |
| NK Mosor Žrnovnica      | Žrnovnica    | Stadion u Pricviću         | 3.000     |

## Abschlusstabelle
| Pl. | Verein                  | Sp. | S  | U  | N  | Tore    | Diff. | Punkte |
| --- | ----------------------- | --- | -- | -- | -- | ------- | ----- | ------ |
| 1.  | RNK Split (N)           | 26  | 16 | 5  | 5  | 056:260 | +30   | 53     |
| 2.  | NK Pomorac Kostrena 1   | 26  | 14 | 5  | 7  | 041:240 | +17   | 47     |
| 3.  | NK Hrvatski dragovoljac | 26  | 11 | 9  | 6  | 035:230 | +12   | 42     |
| 4.  | NK Lučko Zagreb (N)     | 26  | 12 | 6  | 8  | 038:280 | +10   | 42     |
| 5.  | NK Solin                | 26  | 10 | 10 | 6  | 029:220 | +7    | 40     |
| 6.  | NK Vinogradar           | 26  | 11 | 4  | 11 | 038:370 | +1    | 37     |
| 7.  | NK Rudeš (N)            | 26  | 10 | 7  | 9  | 038:380 | ±0    | 37     |
| 8.  | NK Junak Sinj           | 26  | 10 | 5  | 11 | 029:310 | −2    | 35     |
| 9.  | NK Imotski              | 26  | 10 | 4  | 12 | 040:490 | −9    | 34     |
| 10. | NK Mosor Žrnovnica      | 26  | 9  | 6  | 11 | 026:340 | −8    | 33     |
| 11. | HNK Suhopolje           | 26  | 8  | 7  | 11 | 029:310 | −2    | 31     |
| 12. | NK Vukovar ’91 (N)      | 26  | 7  | 10 | 9  | 031:390 | −8    | 31     |
| 13. | HNŠK Moslavina Kutina   | 26  | 6  | 6  | 14 | 025:440 | −19   | 24     |
| 14. | NK Segesta Sisak        | 26  | 4  | 4  | 18 | 017:460 | −29   | 16     |

Platzierungskriterien: 1. Punkte – 2. Tordifferenz – 3. geschossene Tore

| (N) | Aufsteiger aus der 3. HNL 2008/09 |

## Torschützenliste
| Pl. | Name               | Mannschaft          | Tore |
| --- | ------------------ | ------------------- | ---- |
| 1.  | Romano Obilinović  | NK Imotski          | 17   |
| 2.  | Igor Raić          | NK Rudeš            | 13   |
| 3.  | Ante Žužul         | RNK Split           | 12   |
| 4.  | Tin Lovreković     | NK Vinogradar       | 11   |
| 4.  | Joško Parać        | RNK Split           | 11   |
| 4.  | Danijel Spasić     | NK Vukovar ’91      | 11   |
| 7.  | Tonći Radovniković | NK Mosor Žrnovnica  | 08   |
| 7.  | Ivor Weitzer       | NK Pomorac Kostrena | 08   |